# Achyroseris albertoreglia
Achyroseris albertoreglia là một loài thực vật có hoa trong họ Cúc. Loài này được (C.G.A. Winkl.) Kamelin & Tagaev mô tả khoa học đầu tiên năm 1993.